# 비우호국 목록

러시아
"비우호국 목록"에 있는 국가

비우호국 목록(영어: Unfriendly countries list)은 러시아가 발표한 것으로 대한민국, 대만, 미국 등 자유민주주의 국가를 포함하고 있다.
2022년 2월 24일 러시아의 우크라이나 침공 이후 러시아에 제재를 가한 유럽 연합 등 49개 국가로 확대되었다. 이 목록에는 모든 G7 회원국과 27개 유럽 연합 회원국이 포함되어 있다.
비우호국 목록에 추가된 국가는 무역 및 통화 제한, 러시아 주재 해당 국가 외교 공관 고용 제한 등 러시아와의 관계와 관련된 특정한 제한 사항이 적용된다.

## 국가 목록
| - 대한민국 - 대만 - 미국 - 영국 - 유럽연합 - 캐나다 | - 덴마크 - 오스트레일리아 - 리히텐슈타인 - 노르웨이 - 뉴질랜드 - 스위스 | - 산마리노 - 모나코 - 슬로바키아 - 슬로베니아 - 그리스 - 아이슬란드 | - 안도라 - 알바니아 - 몬테네그로 - 미크로네시아 - 바하마 - 싱가포르 | - 체코 공화국 - 크로아티아 - 헝가리 - 북마케도니아 - 일본 - 우크라이나 |

1. ↑  미국령 버진아일랜드 포함
2. ↑  건지, 맨섬, 앵귈라, 영국령 버진아일랜드, 저지섬, 지브롤터 포함.
3. ↑  네덜란드, 독일, 라트비아, 루마니아, 룩셈부르크, 리투아니아, 몰타, 벨기에, 불가리아, 스페인, 스웨덴,  아일랜드섬, 에스토니아, 오스트리아, 이탈리아, 키프로스, 포르투갈, 폴란드, 프랑스, 핀란드, 헝가리. 체코 공화국은 2021년 5월 따로 등재되었다. 그리스, 덴마크, 슬로바키아, 슬로베니아, 크로아티아는 2022년 7월 따로 등재. 헝가리는 2023년 3월 따로 등재되었다.

## 배경
2018년 6월, 러시아 대통령 블라디미르 푸틴은 러시아에 "비우호적" 행동을 한 것으로 결정된 국가에 대한 대응책을 도입할 수 있는 권한을 정부에 부여하는 법안에 서명했다. 나열된 대응 조치에는 수출입 제한, 국제 협력 중단 또는 종료, 국가 자산 민영화 등이 있었다. 러시아 국영 언론이 발간한 법안 통과에 대한 발표에서는 특히 미국이 그 대상으로 지목되어 있었다.
2021년 4월 러시아 외무부 대변인 마리야 자하로바는 러시아가 미국을 포함하는 "비우호국 목록"을 발간할 것이라고 발표했다. 목록의 초안 유출본에는 최대 10개국이 들어 있었지만 러시아가 발행한 최종본에는 미국과 체코 2개만 있었다. 목록을 발간하면서, 러시아 정부는 러시아 주재 체코 대사관에서 러시아인을 19명 이상 고용할 수 없도록 제한했으며, 주러시아 미국 대사관이 현지 직원을 채용할 수 없도록 금지했다.
당시 러시아와 미국, 체코 관계는 최악이었다. 미국과 러시아는 그즈음 서로의 외교관을 추방했으며 미국은 러시아의 사이버 공격과 미국 선거 개입에 대한 보복으로 러시아에 제재를 가했다. 비슷하게, 체코 공화국은 2014년에 국내에서 벌어진 두 차례의 탄약 창고 폭발 사건의 배후로 러시아 정보 장교를 지목했다.

### 2022년 3월 목록 확장
2022년 2월 러시아는 인접국 우크라이나를 전면 침공했다. 미크로네시아가 러시아와 국교를 단절하기로 한 결정에 이어, 전 세계의 수많은 국가들이 러시아 경제를 마비시킬 목적으로 러시아에 대한 보복성 경제 제재를 시작했다. 이에 러시아는 제재를 가하거나 외교를 단절한 전 세계 48개국을 비우호국 목록에 등재했다.

## 나열된 국가 및 지역에 대한 제한 사항
러시아에 '비우호적'으로 간주되는 국가의 제재 (수출입 제한, 국제협력 중단·종료, 국가자산 민영화 등)에 대한 법적 근거는 2018년 6월 처음 통과됐지만, 구체적인 대상은 없었다. 2021년 4월 미국과 체코가 명단에 추가되면서 러시아는 러시아 주재 양국 공관이 고용할 수 있는 현지 직원의 수를 제한했다. 체코 공화국 대사관은 19명 이하의 러시아인 직원만 고용할 수 있었고 미국 대사관은 한 명도 고용할 수 없었다.
2022년 3월, 러시아는 우크라이나 침공 이후 받은 제재에 대한 보복으로 비우호국 목록에 48개국을 추가 등재했다. 부채 상환을 받으려는, 목록에 있는 국가의 채무자는 러시아 통화인 루블로 지불을 받기 위해 러시아 은행에 특별 계좌를 개설해야 했다. 또한 러시아 기업과 비우호국 목록에 있는 국가의 기업 간 모든 신규  거래는 정부 위원회의 승인을 받아야 했다.
푸틴은 몇 주 후, 비우호국 목록에 있는 국가들의 천연 가스 수출 지불금은 루블로만 받을 것이라고 발표했다. 러시아 중앙은행 외환보유액이 비우호국들에 의해 동결된 결과, 러시아 은행 부문의 상당 부분을 오가는 달러와 유로 이체 금지에 더해, 러시아는 더 이상 외국 계좌를 통한 달러와 유로로의 지불이 가능하다고 생각하지 않았다. 러시아 가스프롬방크와 로스네프트방크는 러시아 가스 및 석유에 대한 지불을 가스프롬 및 로스네프트를 통해 처리할 수 있도록 SWIFT 제재에서 벗어났다. 그러나 러시아는 여전히 이들 은행에 저장된 달러 또는 유로 에너지 지불이 향후 SWIFT 금지 연장에서 동결될 수 있는 위험에 직면해 있었다. 이 문제는 루블화 지불 요구 사항으로 회피되었다. 그래서 푸틴은 다른 통화로 지불받는 것이 "이치에 맞지 않는다"고 말했다. 또한 러시아에 대한 국제 제재로 인해 루블 가치가 폭락했다. 목록에 추가된 유럽연합 (EU)은 천연가스 수입의 40%를 러시아에 의존하고 있으며 루블화로 지불을 강요하면 통화에 대한 수요와 가치를 부풀리는 데 도움이 될 수 있다.
러시아 대통령 블라디미르 푸틴이 2022년 4월 4일 유럽연합(EU)이 취한 적대적인 조치에 대한 보복으로 내린 결정인 '비우호국' 국민에 대한 비자 제한 법령에 서명했다고 크렘린궁이 밝혔다. 이 법령에 따르면 러시아는 노르웨이, 아이슬란드, 스위스, 리히텐슈타인과 함께 EU 회원국과의 간소화된 비자 협정을 부분적으로 중단한다. 크렘린궁은 이 법령이 러시아 외무부에 러시아, 러시아 국민 또는 법인에 대해 적대 행위를 하는 외국인과 무국적자에 대해 개별 입국 제한을 부과할 것을 명령했다고 말했다.
러시아는 2022년 5월 31일 네온, 헬륨 등 불활성 가스를 "비우호국"에 수출하는 것을 금지했다. 이는 러시아에 대한 전자 제품 수출 금지에 따른 대응 제재였다.
2022년 7월 22일 러시아는 유럽 연합과 별도로 크로아티아, 덴마크, 그리스, 슬로바키아 및 슬로베니아를 목록에 개별적으로 추가했다. 러시아 총리 미하일 미슈스틴은 "러시아, 특히 해외에서 러시아의 외교 및 영사 대표에 대해 비우호적인 행동을 취한" 국가들로 목록을 구성했다고 밝혔다. 주러시아 덴마크 대사관은 20명, 그리스 대사관은 34명, 슬로바키아 대사관은 16명으로 고용 가능 인원이 제한됐다. 또한 크로아티아와 슬로베니아 대사관은 "외교 공관 및 영사관 직원을 고용할 수 없다".
2022년 7월 24일 러시아는 바하마, 영국 왕실 종속국 건지와 맨섬을 목록에 추가했다.
2022년 9월 5일, 러시아는 이전에 거주했던 일본인의 쿠릴열도 방문 촉진에 관한 일본과의 협정을 종료했다.

## 같이 보기
- 반러 감정
- 반중 감정
- 악의 축